# Thomas Ertelt
Thomas F. Ertelt (* 5. April 1955 in Weingarten) ist ein deutscher Musikwissenschaftler. Er war Direktor des Staatlichen Instituts für Musikforschung in Berlin.

## Leben
Thomas Ertelt absolvierte an der FU Berlin ein Studium der Musikwissenschaft (bei Rudolf Stephan) und Germanistik. 1989 wurde er mit seiner Arbeit über Alban Bergs Oper Lulu promoviert.
1992 ging Ertelt an das Staatliche Institut für Musikforschung Berlin (SIMPK), das er als Nachfolger von Dagmar Droysen-Reber seit 1994 bis zu seiner Pensionierung im August 2021 leitete.
Ertelts Forschungen gelten primär der Musik der Wiener Schule und der Geschichte der Musiktheorie. Er ist Herausgeber der Geschichte der Musiktheorie, des Briefwechsels der Wiener Schule und der Reihe Klang und Begriff.
Ertelt ist mit der Musikwissenschaftlerin Martina Sichardt verheiratet, sie haben zwei Söhne (* 1994 und 1996).

## Schriften (Auswahl)
- Klang und Begriff. Perspektiven musikalischer Theorie und Praxis. Hrsg. im Auftrag des Staatlichen Instituts für Musikforschung Preußischer Kulturbesitz, Berlin, von Thomas Ertelt und Conny Restle, Bd. 2, Beethovens Klaviervariationen op. 34, Berlin 2007